# Klasztor w Liesborn
Klasztor w Liesborn (niem. Kloster Liesborn) – dawne opactwo benedyktynów znajdujące się na terenie niemieckiej gminy Wadersloh, w dzielnicy Liesborn.

## Historia
Wedle legendy Liesborn zostało założone w 799 roku przez Karola Wielkiego, lecz dzisiejsze badania wskazują, że klasztor powstał w IX wieku. Pierwotnie był to klasztor kanoniczek. W XI wieku wzniesiono istniejącą do dziś wieżę kościoła. W 1130 wspólnotę poddano kasacie, a w następnym roku zabudowania klasztorne przeszły na własność zakonu benedyktynów. W dokumencie wydanym przez biskupa Egberta zarzucał on kanoniczkom brak dyscypliny, lecz prawdopodobną przyczyną może być również obranie przez nie strony cesarza w trakcie sporu o inwestyturę. W 1353 kompleks został zniszczony przez pożar, w 1358 rozpoczęto odbudowę świątyni, a w 1465 poświęcono ołtarz główny i cztery ołtarze boczne. W latach 1724–1751 wzniesiono nowe zabudowania klasztoru wg projektu Michaela Spannera. Placówkę ostatecznie zsekularyzowano 3 maja 1803. W 1820 król Fryderyk Wilhelm III przekazał kościół klasztorny wiernym miejscowej parafii, a w następnym roku rozpoczęto prace rozbiórkowe nad częścią zabudowań. Od 1966 w dawnym klasztorze funkcjonuje muzeum.

## Opis kompleksu
We wschodniej części klasztoru znajduje się gotycki kościół śś. Kosmy i Damiana z romańską wieżą, a zachodnią częścią jest trójskrzydłowy, barokowy gmach. Kościół klasztorny jest filią parafii św. Małgorzaty w Wadersloh. Dawny gotycki ołtarz główny kościoła został wykonany w II połowie XV wieku przez anonimowego artystę znanego jako mistrz z Liesborn, jego fragmenty przechowywane są w National Gallery w Londynie i w LWL-Museum für Kunst und Kultur w Münsterze. Z kolei w muzeum klasztornym przechowywany jest inny obraz mistrza ze sceną Omdlenia Marii pod Krzyżem, będący częścią większej kompozycji ze sceną ukrzyżowania. Organy wykonał w latach 1829–1833 mistrz Johann Dreymann z Beckum, do ich budowy użyto piszczałek ze starszego, XVII-wiecznego instrumentu. W 2015 roku rozpoczęto renowację organów, a 3 listopada 2024 bp Felix Genn poświęcił wyremontowany instrument.

## Galeria

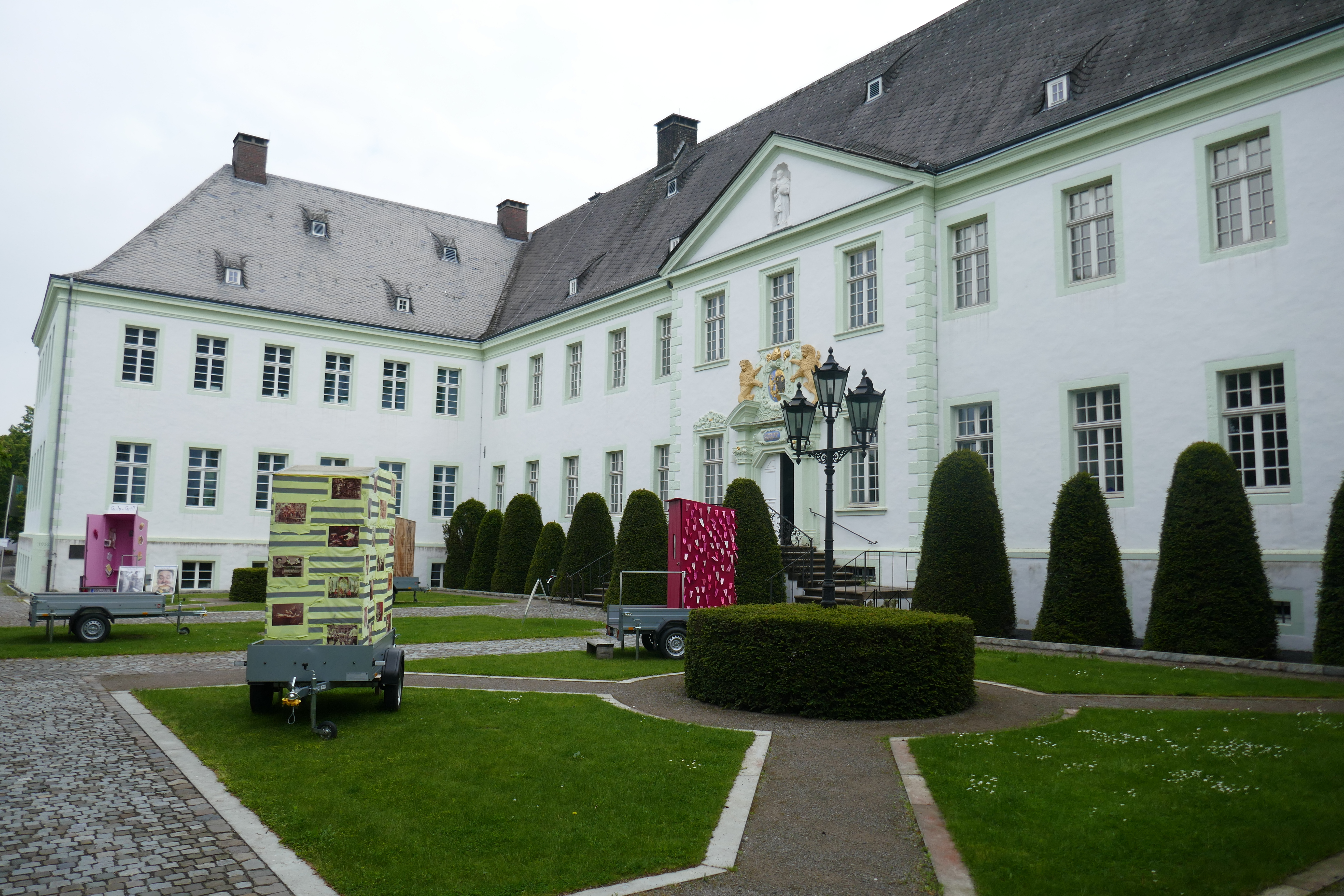
Barokowe skrzydło klasztorne
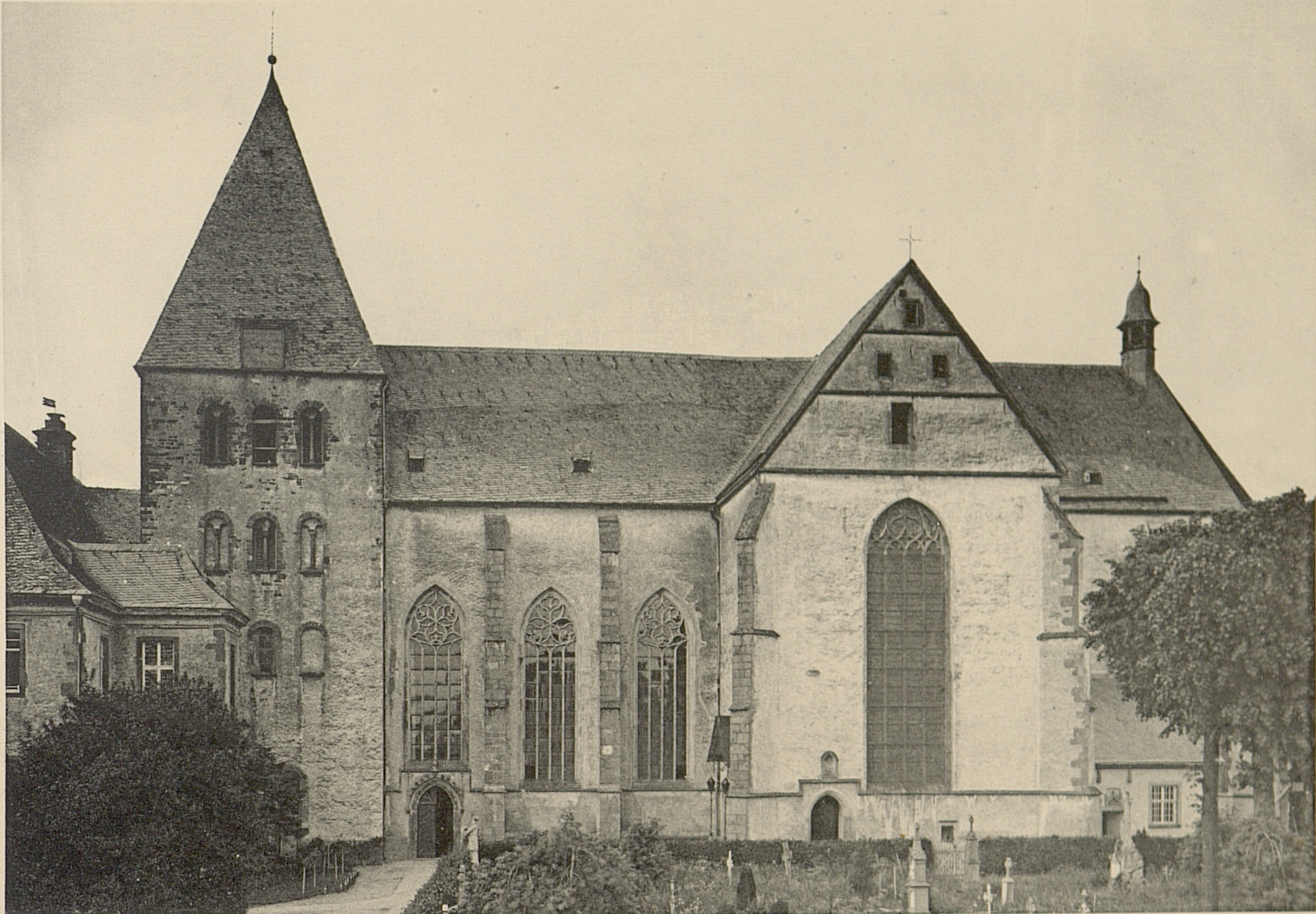
Kościół w 1892
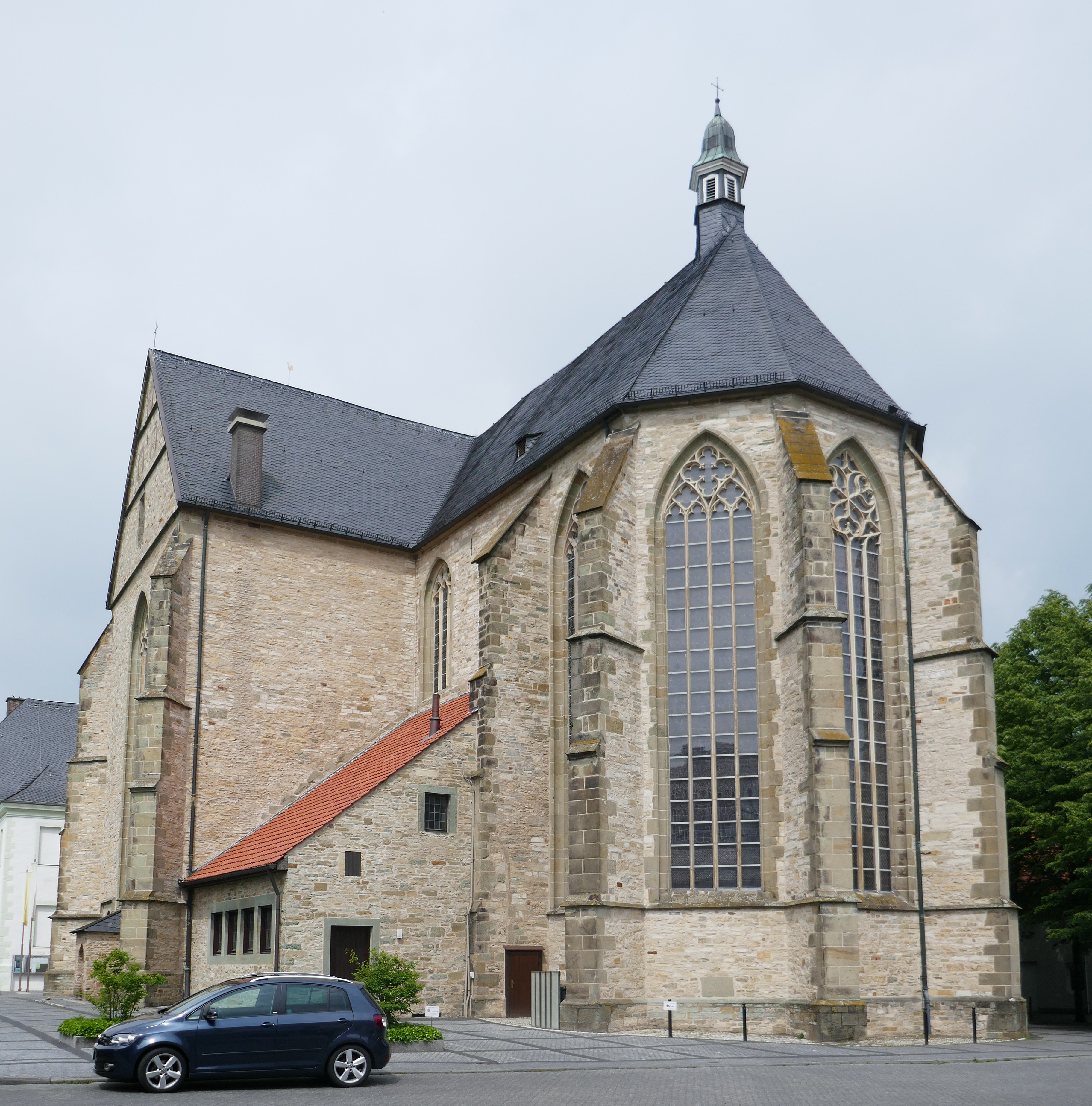
Prezbiterium kościoła
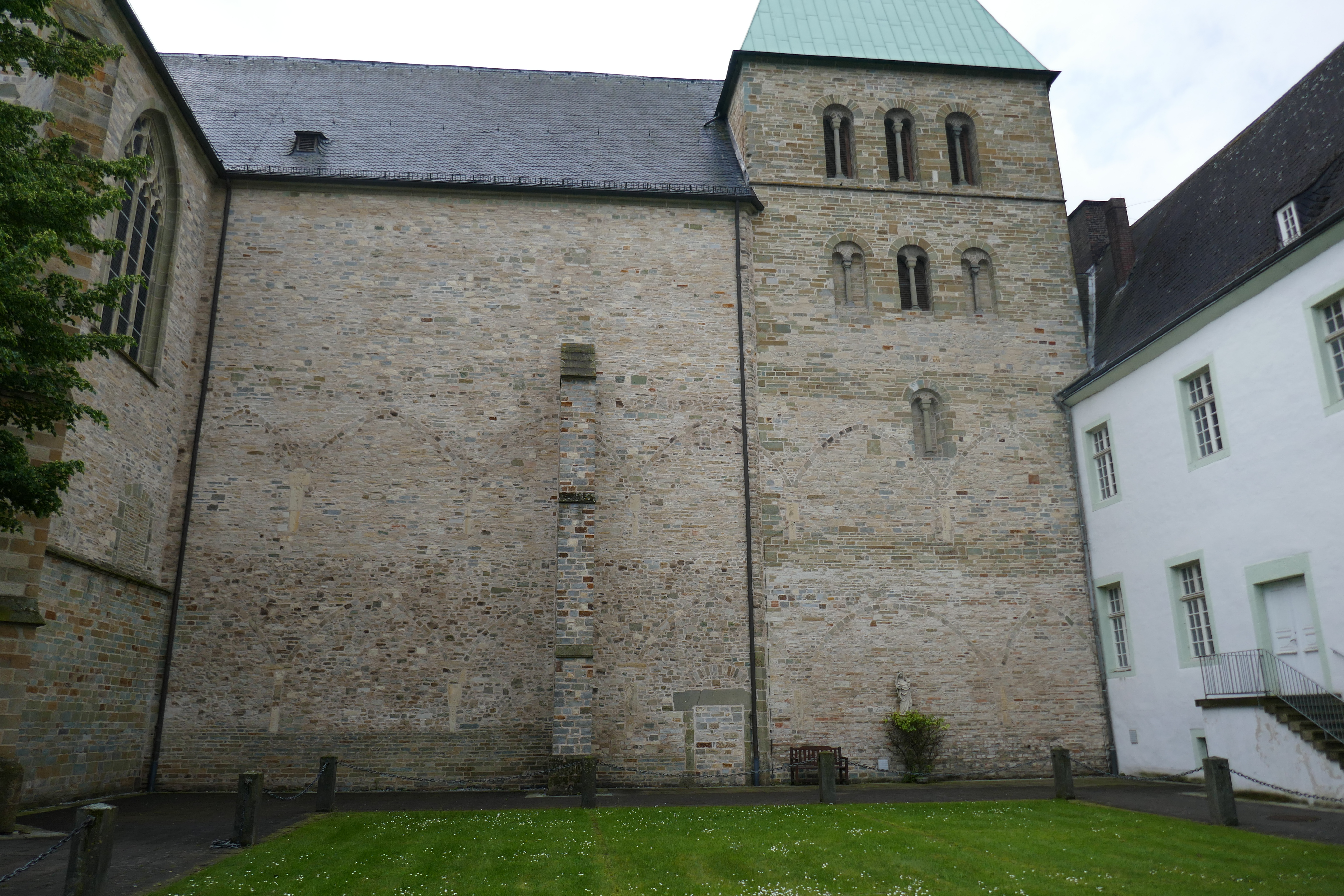
Widok z północy
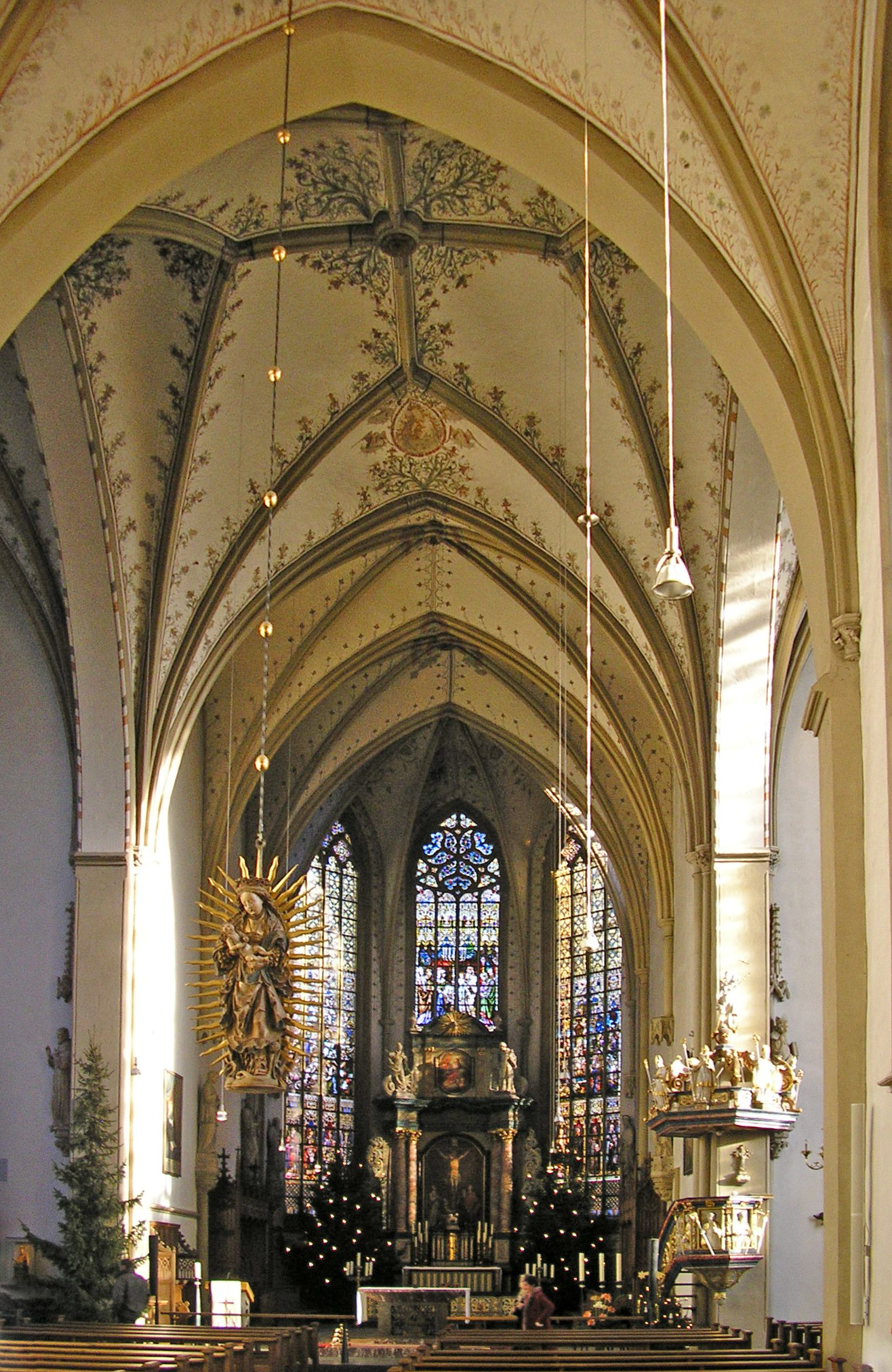
Wnętrze
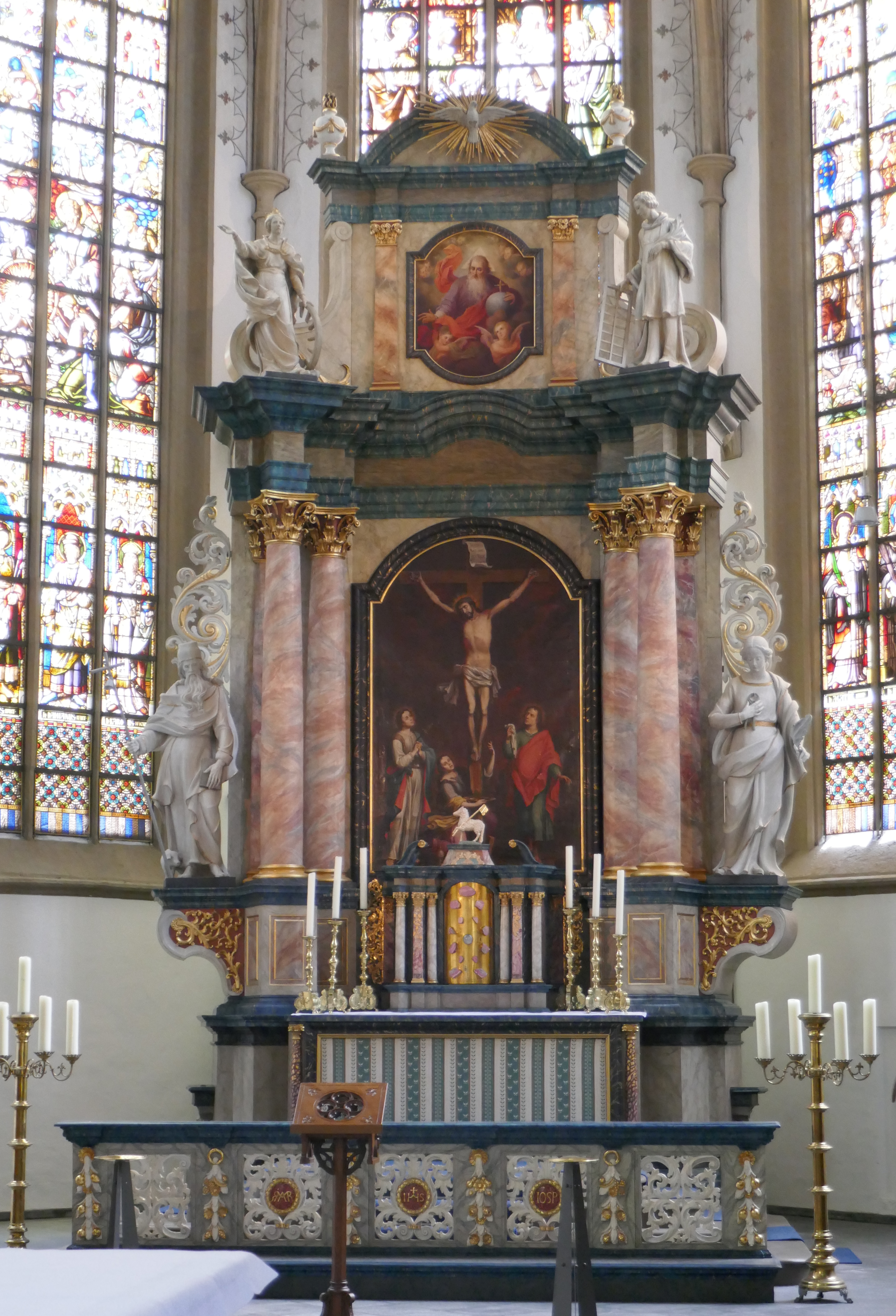
Ołtarz główny
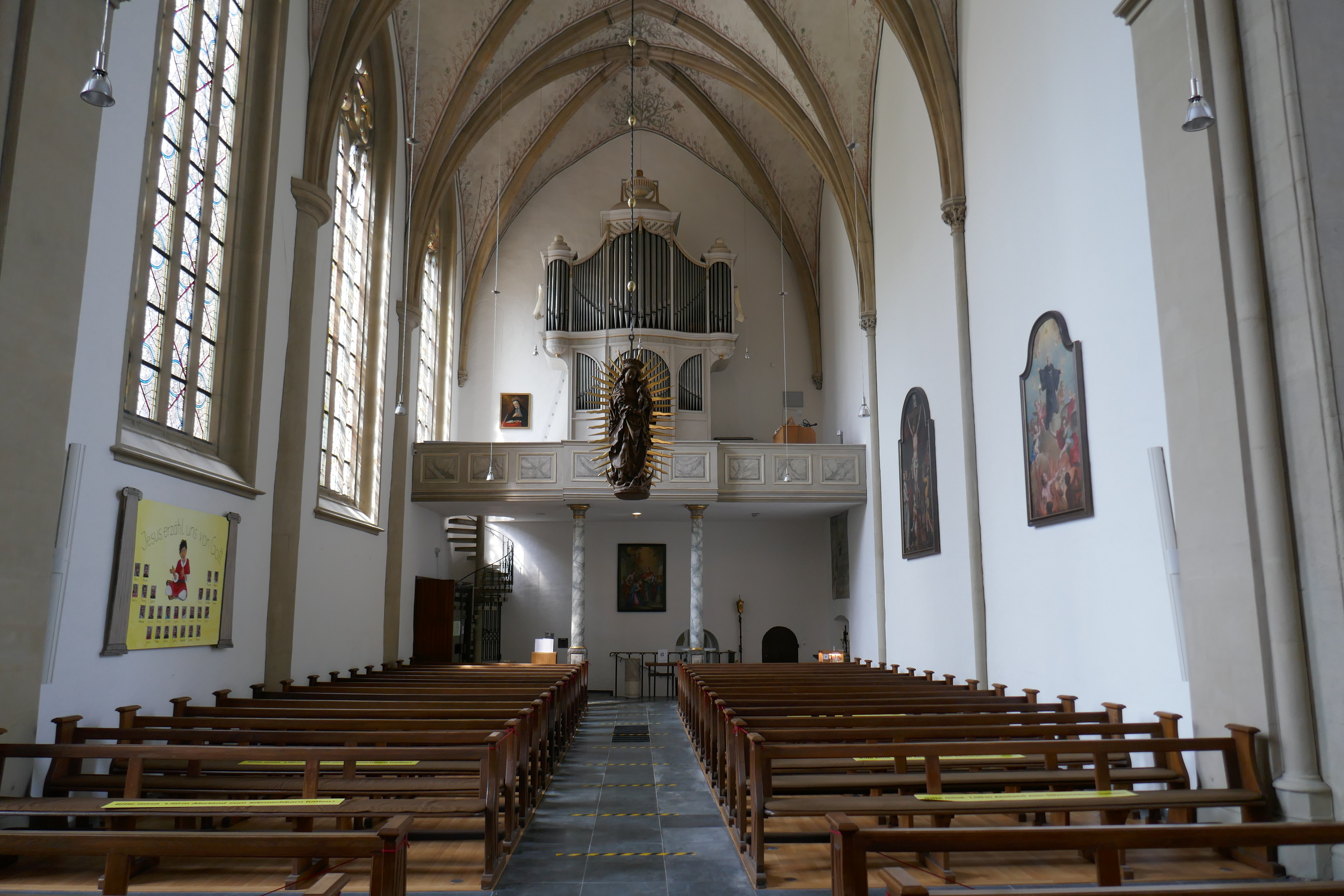
Nawa i organy